# Otrhánky
Otrhánky és un poble i municipi d'Eslovàquia que es troba a la regió de Trenčín. La primera menció escrita de la vila es remunta al 1598.

## Demografia
| Godina             | 1994 | 2004   | 2014   | 2024   |
| ------------------ | ---- | ------ | ------ | ------ |
| Nombre de persones | 453  | 429    | 402    | 394    |
| Diferència         |      | −5,29% | −6,29% | −1,99% |

| Godina             | 2023 | 2024   |
| ------------------ | ---- | ------ |
| Nombre de persones | 382  | 394    |
| Diferència         |      | +3,14% |